# Mesocolaspis spinulosum
Mesocolaspis spinulosum là một loài bọ cánh cứng trong họ Chrysomelidae. Loài này được Medvedev & Zoia miêu tả khoa học năm 1996.